# Фабиан Шер
Фабиан Лукас Шер (на немски: Fabian Lukas Schär) е швейцарски футболист, който играе за Нюкасъл Юнайтед.

## Уил
Шер започва кариерата си в Уил и роза през младежките редици, скоро играе редовно за резервен екип Уил му. В крайна сметка той прави дебюта си лига на 29 ноември 2009 г. спрямо FC Stade Nyonnais, идва като на края на заместител. Той вкара първия си гол Swiss Challenge League в далеч победа срещу Ивердон-Sport FC на 30 октомври 2010.

## ТШГ 1899 Хофенхайм
На 4 юни 2015 г. беше обявено, че Шер подписан за 1899 Хофенхайм. 

## Национален отбор
Шер беше Швейцария младежки международен като играе на ниво под – 20 и под – 21. Шер направи своя международен дебют за U-20 екипа на швейцарския в игра срещу Полша U20 на 17 ноември 2011 година.